# Træningsskolens Arbejdsmarkedsuddannelser
Træningsskolens Arbejdsmarkedsuddannelser (TAMU) er en landsdækkende uddannelse, der giver erhvervsrettede kompetencer. Uddannelserne gennemføres under lov om arbejdsmarkedsuddannelser og blev beskrevet med formål og mål i 2004. Det er i lovgrundlaget forudsat, at det er er en særligt tilrettelagt uddannelse, som gennemføres på grundlag af en konsekvenspædagogisk holdning og metode, og under arbejdslignende vilkår.
TAMU er organiseret som en institution med 6 afdelinger fordelt på hele landet. Målgruppen er unge mellem 18 og 30 år uden reel tilknytning til arbejdsmarkedet, og som på grund af personlige og sociale udfordringer kræver en målrettet pædagogisk og uddannelsesmæssig indsats.
I TAMU kan elever indgå i 12 forskellige brancheforløb, hvor de deltager i serviceleverancer og produktioner, som reelt afsættes på et marked.
I TAMU lægges der vægt på, at eleverne opnår både både faglig læring og social handlingskompetence. Det pædagogiske arbejde er baseret på konsekvenspædagogik, en pædagogisk retning som er udviklet i TAMU.
TAMU er en selvejende institution under lov om arbejdsmarkedsuddannelser og en tilhørende bekendtgørelse, der slår fast at arbejdet i TAMU skal ske på baggrund af konsekvenspædagogiske principper.

## Afdelinger
De seks TAMU-afdelinger ligger i følgende byer:
- København (Dragør)
- Vitskøl i Himmerland
- Aarhus (Mårslet)
- Vordingborg
- Odense
- Aalborg (Nørresundby)